# Wasgenwald (Schiff, 1912)
Die Wasgenwald war der zweite vom Bremer Vulkan gebaute Dampfer für den Westindien-/Mittelamerika-Dienst der Hamburg-Amerikanische Packetfahrt-Actien-Gesellschaft (Hapag). Sie gehörte zu einer Serie von vier auf deutschen Werften bestellten Dampfern für diesen Dienst der Hapag, deren Typschiff die ebenfalls beim Bremer Vulkan gebaute Grunewald war.
Das seit März 1912 im Westindien-/Mittelamerikadienst der Hapag eingesetzte Schiff wurde am 6. August 1914 im damals dänischen Saint Thomas aufgelegt und 1916 an die US-Reederei Kerr verkauft, die es 1917 als Shoshone wieder in Fahrt brachte. Nach dem Dienst bei der US Navy wurde das Schiff 1920 nach Kanada verkauft und in Manoa umbenannt.
1926 erfolgte der Rückkauf der ehemaligen Wasgenwald durch die Hapag, die es auf ihren Linien nach Westindien als Grunewald mit einer neuen Passagiereinrichtung in Fahrt brachte.
1932 wurde das Schiff in Deutschland abgebrochen.

## Baugeschichte
1907 setzte die Hapag erstmals drei Schiffe ein, deren Namen auf - wald endeten. Es handelte sich um drei Frachter mit kleiner Passagiereinrichtung, welche die Hapag von ihrem dänischen Partner Det Østasiatiske Kompagni ankaufte, als sie deren Westindien-Liniendienst übernahm. Sie erhielten die Namen Niederwald, Odenwald und Sachsenwald.
1908 kamen noch drei weitere Schiffe für das Fahrtgebiet hinzu, die bei der Furness Shipbuilding Company in Hartlepool gekauft wurden und als Westerwald, Spreewald und Frankenwald in Dienst kamen.
Die dritten Serie von Kombischiffen für den Westindien-/Mittelamerika-Dienst wurde 1911 bestellt. Der Bremer Vulkan lieferte das Typschiff Grunewald und die Wasgenwald, die Schichau in Danzig baute die Schwarzwald und die Flensburger SchiffbauG, die schon zwei der ehemals dänischen Schiffe gebaut hatte, lieferte die Steigerwald.
Die noch im Dezember 1911 vom Stapel gelaufene Wasgenwald wurde Ende Februar 1912 an die Hapag ausgeliefert und nahm im März 1912 ihre Fahrten von Hamburg nach Mittelamerika auf. Wie alle zehn Wald-Schiffe der Hapag blieb sie bis zum Kriegsausbruch auf den Linien in die Karibik im Dienst, wurde zuletzt aber vorrangig als reiner Frachter eingesetzt.
Die Wasgenwald wurde bei Kriegsausbruch im damals dänischen St. Thomas aufgelegt. Als am 9. Oktober 1916 ein Hurrikan die Insel heimsuchte, wäre die Wasgenwald beinahe gesunken. Da der Unterhalt der Hapag-Schiffe in den Karibikhäfen im dritten Kriegsjahr immer schwieriger wurde, suchte die Hapag Wege, einen Teil der Schiffe zu verkaufen, wobei ein Rückkauf teilweise auch schon vereinbart war. So verkaufte sie das in Dänisch-Westindien liegende Schiff an die amerikanische Reederei Kerr Navigation Co. vor dem 31. März 1917, an dem die dänische Kolonie durch Verkauf an die USA die U.S. Virgin Islands wurden.

## Unter amerikanischer Flagge
Kerr Navigation benannte das Schiff in Shoshone um und bildete eine Betreibergesellschaft. Im Oktober 1917 vermietete die Reederei die Shoshone an die US Army. Nach der Überprüfung durch die US Navy erhielt sie die Nummer ID 1760 und wurde mit einer zivilen Besatzung als Frachter zur Versorgung amerikanischer Truppen eingesetzt.

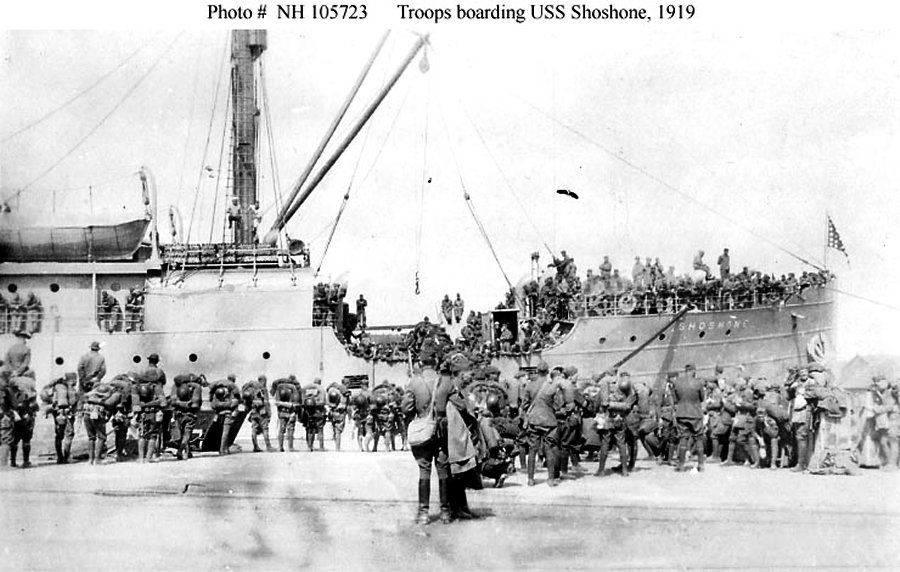
US-Truppen besteigen die Shoshone

1919 kam sie für die Rückführung der amerikanischen Truppen unter das Kommando der US Navy. Sie war einer der kleinsten von etwa 45 Frachtern, die als Truppentransporter umgerüstet an dieser Aufgabe beteiligt waren. Sie wurde am 18. Februar 1919 in Shooters Island, N.Y., durch einen Reserveoffizier in Dienst gestellt und begann nach einem kurzen Aufenthalt im Trockendock und einigen Instandsetzungsarbeiten am 1. Mai vom Bush Terminal der Army in Brooklyn ihre erste von zwei Rückführungsreisen. Am 14. Mai erreichte sie St. Nazaire in Frankreich, von wo sie am 17. dann nach Philadelphia zurücklief. Die am 1. Juni eingetroffene Shoshone lief schon am 5. wieder nach Frankreich aus, wo sie diesmal zwei Wochen vor St. Nazaire warten musste, ehe sie wieder Truppen an Bord nehmen konnte. Am 1. Juli konnte sie dann ihr Kontingent übernehmen, mit dem sie vom 2. bis 16. die Rückfahrt nach Bush Bluffs (Virginia) durchführte. Am 5. August 1919 wurde die Shoshone in Bush Bluffs aus dem Dienst der Navy entlassen und an Vertreter der Kerr Navigation Co zurückgegeben.

## In Kanadischen Diensten
Noch im Jahr 1919 verkaufte Kerr die ehemalige Wasgenwald an die Canada Steamship Lines, die es in Manoa, nach einer sagenhaften goldenen Stadt in Britisch-Guayana, umbenannte. Die kanadische Reederei setzte das ehemals deutsche Schiff ab September 1919 nach Westindien ein. Im Mai 1920 wurde sie dem Gemeinschaftsdienst der Reederei mit der französischen Compagnie Générale Transatlantique zwischen Montreal und Le Havre zugeteilt, der im Winter in Saint John (New Brunswick) endete. Diese „Fracanda Line“ genannte Verbindung wurde allerdings nach Eröffnung im April 1919 schon im Januar 1921 wieder eingestellt. Die Manoa hatte bis dahin drei Rundreisen in diesem Dienst durchgeführt und Auswanderer nach Kanada transportiert.
Am 11. Juni 1921 nahm die Manoa einen neuen Dienst auf, den die Reederei schon 1915 kurzzeitig ähnlich betrieben hatte. Man bot eine 17-tägige Rundreise von Montreal über Gaspé und Charlottetown nach St. John’s (Neufundland) an.
Bis Ende September sollte das Schiff sieben derartige Reisen entlang des Südufers des Sankt-Lorenz-Stroms durchführen. Wegen der starken Nachfrage wurden dann im Oktober zwei weitere Reisen durchgeführt und auch noch im November eine Reise angeboten. Danach sollte das Schiff Kreuzfahrten in den Süden machen.
1922 gab man den Stopp in Gaspé auf und verkürzte die Reisezeit auf 14 Tage. 1923 traten erstmals Verluste in diesem Dienst auf. Dennoch verstärkte man 1924 den Dienst durch eine dazwischenliegende Abfahrt eines Frachters. Ende des Sommers wurde die Manoa dann durch den Frachter Lisgar County von 2816 BRT ersetzt.
Im Juni 1926 verkaufte die Canada Steamship Lines die Manoa an die Boston Iron & Metal Co zum Abbruch. Die amerikanische Firma verkaufte das Schiff weiter an den ursprünglichen Besitzer, die Hapag.

## Die zweiteGrunewald

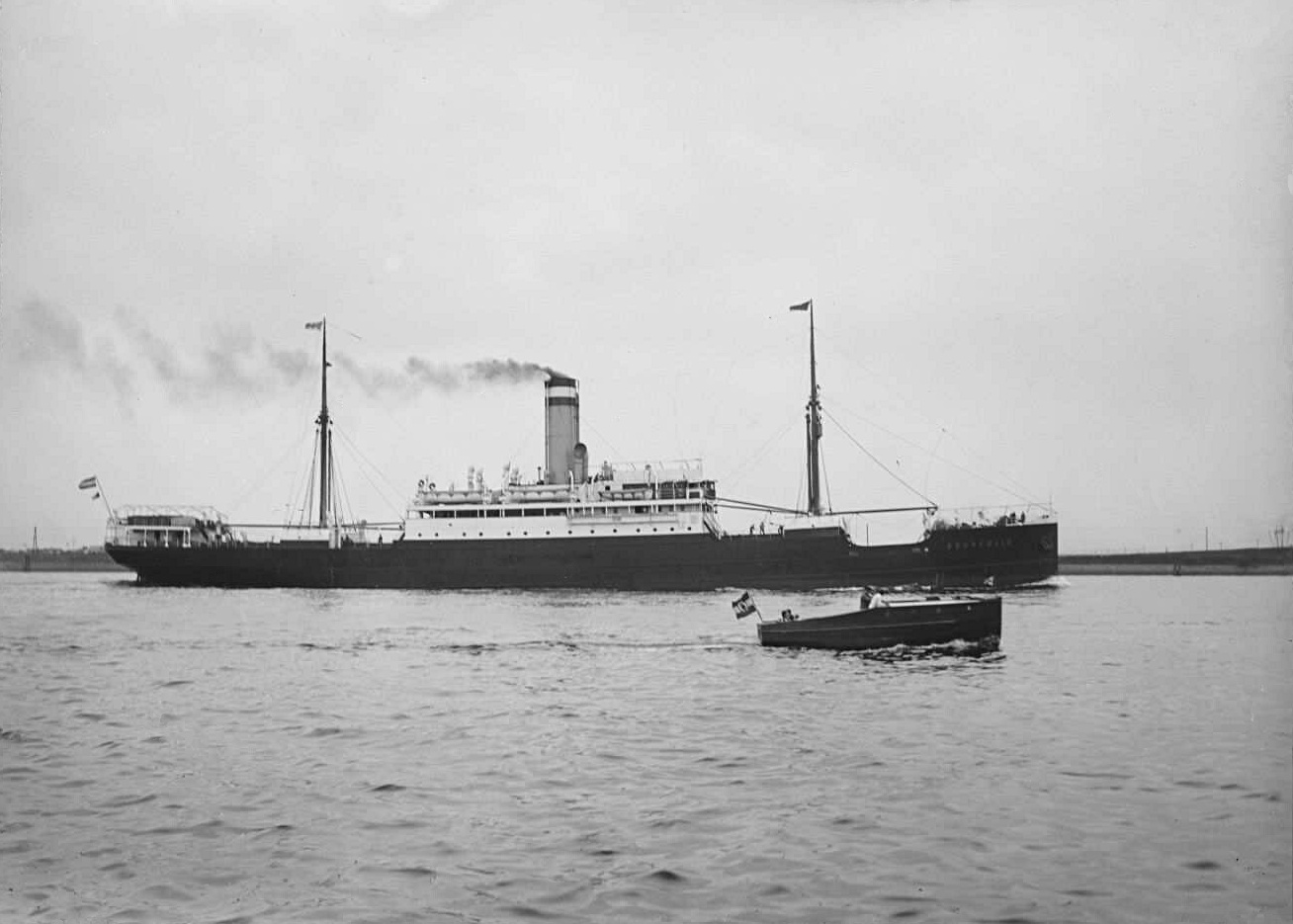
Die zweite Grunewald

Die wieder erworbene Wasgenwald musste bei der Hapag einen neuen Namen erhalten, da die Hamburger Reederei seit 1921 eine Reihe von Neubauten unter Verwendung der Vorkriegsnamen bei der Deutschen Werft hatte bauen lassen. Den Namen Wasgenwald trug schon das 1923 in Dienst gekommene achte Schiff dieser Serie mit der Baunummer 41.
Das rückgekaufte Schiff wurde im Juni 1926 in Grunewald umbenannt, dem einzigen bis dahin nicht erneut verwandten Vorkriegsnamen, nach dem 1912 in Dienst gekommenen Typschiff, das in den USA als Munorleans noch in Fahrt war. Nach dem Umbau wurde die zweite Grunewald der Hapag als Kombischiff von 3917 BRT mit einer Passagiereinrichtung für 31 Fahrgäste nach Mittelamerika neben den Motorschiffen der Horn-Linie eingesetzt. Am 8. Mai 1928 eröffnete die Grunewald einen neuen „Inseldienst“ der Hapag von Hamburg über Bremen und Antwerpen nach Puerto Rico, Haiti, Kuba und Jamaika, der überwiegend mit Frachtschiffen bedient wurde.
 Im Dezember 1932 wurde die Grunewald ex Wasgenwald zum Abbruch verkauft und 1933 in Hamburg verschrottet.
Die zweite Wasgenwald von 4990 BRT wurde 1940 in Sabang von den niederländischen Kolonialbehörden beschlagnahmt. Sie wurde von der Stoomvaart Maatschappij Nederland (SMN) noch 1940 als Sembilangan in Dienst genommen. Am 13. März 1943 wurde sie westlich Kap Finisterre durch U 107 im Konvoi OS-44 torpediert und sank mit 86 Mann (ein Überlebender).